# Copa América de 2015 – Grupo C
O grupo C da Copa América de 2015 foi composto por Brasil, Colômbia, Peru e Venezuela. Os dois melhores colocados, mais o melhor terceiro colocado, se classificaram para a fase final.

## Equipes
| Posição de sorteio | Equipe    | Participação | Melhor performance                                        | Posição no Ranking da FIFA no início do torneio |
| ------------------ | --------- | ------------ | --------------------------------------------------------- | ----------------------------------------------- |
| C1                 | Brasil    | 35ª          | Campeão (1919, 1922, 1949, 1989, 1997, 1999, 2004 e 2007) | 5º                                              |
| C2                 | Colômbia  | 20ª          | Campeão (2001)                                            | 4º                                              |
| C3                 | Peru      | 30ª          | Campeão (1953 e 1979)                                     | 61º                                             |
| C4                 | Venezuela | 16º          | 4º colocado (2011)                                        | 75º                                             |

## Tabela
|  | Equipes classificadas às quartas-de-final                   |
|  | Equipes classificadas como melhores terceiros classificados |
|  | Equipes eliminadas                                          |

| Pos. | Seleção   | Pts | J | V | E | D | GP | GC | SG |
| ---- | --------- | --- | - | - | - | - | -- | -- | -- |
| 1    | Brasil    | 6   | 3 | 2 | 0 | 1 | 4  | 3  | +1 |
| 2    | Peru      | 4   | 3 | 1 | 1 | 1 | 2  | 2  | 0  |
| 3    | Colômbia  | 4   | 3 | 1 | 1 | 1 | 1  | 1  | 0  |
| 4    | Venezuela | 3   | 3 | 1 | 0 | 2 | 2  | 3  | –1 |

## Jogos

### Colômbia vs Venezuela
| 14 de junho | Colômbia | 0 – 1     | Venezuela  | Estádio El Teniente, Rancagua    |
| 16:00       |          | Relatório | Rondón 59' | Árbitro: URU Andrés Cunha (FIFA) |

| Colômbia | Venezuela |

| G              | 1  | David Ospina      |                               |     |
| L              | 18 | Juan Zúñiga       | Penalizado com cartão amarelo |     |
| Z              | 2  | Cristián Zapata   |                               |     |
| Z              | 22 | Jeison Murillo    |                               |     |
| L              | 7  | Pablo Armero      |                               | 81' |
| M              | 11 | Juan Cuadrado     |                               |     |
| M              | 6  | Carlos Sánchez    | Penalizado com cartão amarelo | 63' |
| M              | 5  | Edwin Valencia    |                               |     |
| M              | 10 | James Rodríguez   | Penalizado com cartão amarelo |     |
| A              | 17 | Carlos Bacca      |                               | 72' |
| A              | 9  | Falcao ()         |                               |     |
| Substituições: |    |                   |                               |     |
| M              | 8  | Edwin Cardona     |                               | 63' |
| M              | 19 | Teófilo Gutiérrez |                               | 72' |
| A              | 21 | Jackson Martínez  |                               | 81' |
| Técnico:       |    |                   |                               |     |
| José Pékerman  |    |                   |                               |     |

| G               | 1  | Alain Baroja        |                               |     |
| L               | 16 | Roberto Rosales     |                               |     |
| Z               | 4  | Oswaldo Vizcarrondo | Penalizado com cartão amarelo |     |
| Z               | 3  | Andrés Túñez        |                               |     |
| L               | 5  | Fernando Amorebieta | Penalizado com cartão amarelo |     |
| M               | 8  | Tomás Rincón        |                               |     |
| M               | 13 | Luis Manuel Seijas  | Penalizado com cartão amarelo | 75' |
| M               | 18 | Juan Arango ()      |                               | 86' |
| M               | 15 | Alejandro Guerra    |                               |     |
| M               | 10 | Ronald Vargas       |                               | 76' |
| A               | 9  | Salomón Rondón      |                               |     |
| Substituições:  |    |                     |                               |     |
| M               | 14 | Franklin Lucena     | Penalizado com cartão amarelo | 75' |
| M               | 11 | Cézar Gonzales      |                               | 76' |
| Z               | 6  | Gabriel Cichero     |                               | 86' |
| Técnico:        |    |                     |                               |     |
| Noel Sanvicente |    |                     |                               |     |

Bandeirinhas:

URU Maurício Espinosa

URU Carlos Pastorino

Quarto árbitro:

PAR Enrique Cáceres

Árbitro reserva:

PAR Carlos Cáceres

### Brasil vs Peru
| 14 de junho | Brasil                          | 2 – 1     | Peru     | Estádio Municipal Germán Becker, Temuco            |
| 18:30       | Neymar 4' · Douglas Costa 90+1' | Relatório | Cueva 2' | Público: 16 342 Árbitro: MEX Roberto García (FIFA) |

| Brasil | Peru |

| G              | 1  | Jefferson       |                               |     |
| L              | 2  | Daniel Alves    |                               |     |
| Z              | 3  | Miranda         |                               |     |
| Z              | 4  | David Luiz      |                               |     |
| L              | 6  | Filipe Luís     | Penalizado com cartão amarelo |     |
| M              | 8  | Elias           |                               |     |
| M              | 5  | Fernandinho     |                               |     |
| M              | 19 | Willian         |                               | 85' |
| M              | 10 | Neymar          | Penalizado com cartão amarelo |     |
| M              | 17 | Fred            |                               | 63' |
| A              | 9  | Diego Tardelli  | Penalizado com cartão amarelo | 55' |
| Substituições: |    |                 |                               |     |
| M              | 7  | Douglas Costa   |                               | 55' |
| A              | 11 | Roberto Firmino |                               | 63' |
| M              | 18 | Éverton Ribeiro |                               | 85' |
| Técnico:       |    |                 |                               |     |
| Dunga          |    |                 |                               |     |

| G              | 1  | Pedro Gallese      |                               |     |
| L              | 17 | Luis Advíncula     |                               |     |
| Z              | 22 | Carlos Ascues      |                               |     |
| Z              | 5  | Carlos Zambrano    |                               |     |
| L              | 6  | Juan Manuel Vargas | Penalizado com cartão amarelo | 87' |
| M              | 20 | Joel Sánchez       |                               |     |
| M              | 21 | Josepmir Ballón    |                               |     |
| M              | 16 | Carlos Lobatón     |                               |     |
| M              | 8  | Christian Cueva    |                               | 81' |
| A              | 10 | Jefferson Farfán   |                               | 81' |
| A              | 9  | Paolo Guerrero     | Penalizado com cartão amarelo |     |
| Substituições: |    |                    |                               |     |
| A              | 11 | Yordy Reyna        |                               | 81' |
| A              | 18 | André Carrillo     |                               | 81' |
| L              | 19 | Yoshimar Yotún     |                               | 87' |
| Técnico:       |    |                    |                               |     |
| Ricardo Gareca |    |                    |                               |     |

Bandeirinhas:

MEX José Luis Camargo

MEX Marvin Torrentera

Quarto árbitro:

BOL Raul Orosco

Árbitro reserva:

BOL Juan Montaño

### Brasil vs Colômbia
| 17 de junho | Brasil | 0 – 1     | Colômbia    | Estádio Monumental David Arellano, Santiago |
| 20:30       |        | Relatório | Murillo 36' | Público: 44 008 Árbitro: CHI Enrique Osses  |

| Brasil | Colômbia |

| G              | 1  | Jefferson         |            |     |
| L              | 2  | Daniel Alves      |            |     |
| Z              | 14 | Thiago Silva      |            |     |
| Z              | 3  | Miranda           |            |     |
| L              | 6  | Filipe Luís       |            |     |
| M              | 8  | Elias             |            | 76' |
| M              | 5  | Fernandinho       | 34'        |     |
| M              | 19 | Willian           |            | 69' |
| M              | 17 | Fred              |            | 46' |
| A              | 10 | Neymar            | 45', 90+6' |     |
| A              | 11 | Roberto Firmino   | 41'        |     |
| Substituições: |    |                   |            |     |
| Técnico:       |    |                   |            |     |
| M              | 21 | Philippe Coutinho |            | 46' |
| M              | 7  | Douglas Costa     |            | 69' |
| A              | 9  | Diego Tardelli    |            | 76' |
| Dunga          |    |                   |            |     |

| G              | 1  | David Ospina      |       |     |
| L              | 18 | Juan Zúñiga       |       |     |
| Z              | 2  | Cristián Zapata   |       |     |
| Z              | 22 | Jeison Murillo    |       |     |
| L              | 7  | Pablo Armero      |       |     |
| M              | 11 | Juan Cuadrado     |       |     |
| M              | 6  | Carlos Sánchez    |       |     |
| M              | 5  | Edwin Valencia    |       | 80' |
| M              | 10 | James Rodríguez   |       |     |
| M              | 19 | Teófilo Gutiérrez | 19'   | 76' |
| A              | 9  | Falcao            |       | 68' |
| Substituições: |    |                   |       |     |
| A              | 16 | Víctor Ibarbo     |       | 68' |
| A              | 17 | Carlos Bacca      | 90+6' | 76' |
| M              | 15 | Alexander Mejía   |       | 80' |
| Técnico:       |    |                   |       |     |
| José Pékerman  |    |                   |       |     |

Bandeirinhas:

CHI Carlos Astroza

CHI Marcelo Barraza

Quarto árbitro:

ARG Néstor Pitana

Árbitro reserva:

ARG Hernan Maidana

### Peru vs Venezuela
| 18 de junho | Peru        | 1 – 0     | Venezuela | Estádio Elías Figueroa Brander, Valparaíso |
| 20:30       | Pizarro 27' | Relatório |           | Árbitro: BOL Raúl Orosco (FIFA)            |

| Peru | Venezuela |

| G              | 1  | Pedro Gallese      |     |     |
| L              | 17 | Luis Advíncula     |     |     |
| Z              | 5  | Carlos Zambrano    |     |     |
| Z              | 22 | Carlos Ascues      |     |     |
| L              | 6  | Juan Manuel Vargas |     |     |
| M              | 20 | Joel Sánchez       |     |     |
| M              | 21 | Josepmir Ballón    | 35' |     |
| M              | 16 | Carlos Lobatón     | 37' | 46' |
| M              | 8  | Christian Cueva    |     | 83' |
| A              | 14 | Claudio Pizarro    |     | 89' |
| A              | 9  | Paolo Guerrero     | 69' |     |
| Substituições: |    |                    |     |     |
| A              | 11 | Yordy Reyna        |     | 46' |
| M              | 7  | Paolo Hurtado      |     | 83' |
| Z              | 19 | Yoshimar Yotún     |     | 89' |
| Técnico:       |    |                    |     |     |
| Ricardo Gareca |    |                    |     |     |

| G               | 1  | Alain Baroja        |     |     |
| L               | 16 | Roberto Rosales     |     |     |
| Z               | 4  | Oswaldo Vizcarrondo |     |     |
| Z               | 3  | Andrés Túñez        |     |     |
| L               | 5  | Fernando Amorebieta | 30' |     |
| M               | 8  | Tomás Rincón        |     |     |
| M               | 13 | Luis Manuel Seijas  |     | 82' |
| M               | 10 | Ronald Vargas       |     | 37' |
| M               | 18 | Juan Arango         |     | 73' |
| M               | 15 | Alejandro Guerra    |     |     |
| A               | 9  | Salomón Rondón      |     |     |
| Substituições:  |    |                     |     |     |
| Z               | 6  | Gabriel Cichero     | 88' | 37' |
| A               | 17 | Josef Martínez      |     | 73' |
| A               | 7  | Miku                |     | 82' |
| Técnico:        |    |                     |     |     |
| Noel Sanvicente |    |                     |     |     |

Bandeirinhas:

BOL Javier Bustillos

BOL Juan P. Montaño

Quarto árbitro:

MEX Roberto García

Árbitro reserva:

MEX José Luis Camargo

### Colômbia vs Peru
| 21 de junho | Colômbia | 0 – 0     | Peru | Estádio Municipal Germán Becker, Temuco           |
| 16:00       |          | Relatório |      | Público: 17 332 Árbitro: ARG Néstor Pitana (FIFA) |

| Colômbia | Peru |

| G              | 1  | David Ospina      |     |     |
| L              | 4  | Santiago Arias    |     |     |
| Z              | 2  | Cristián Zapata   | 8'  |     |
| Z              | 22 | Jeison Murillo    |     |     |
| L              | 7  | Pablo Armero      |     | 57' |
| M              | 11 | Juan Cuadrado     |     |     |
| M              | 5  | Edwin Valencia    |     | 24' |
| M              | 6  | Carlos Sánchez    | 64' |     |
| M              | 10 | James Rodríguez   |     |     |
| A              | 9  | Radamel Falcao    |     | 65' |
| A              | 19 | Teófilo Gutiérrez |     |     |
| Substituições: |    |                   |     |     |
| M              | 15 | Alexander Mejía   |     | 24' |
| A              | 16 | Víctor Ibarbo     |     | 57' |
| A              | 21 | Jackson Martínez  |     | 65' |
| Técnico:       |    |                   |     |     |
| José Pékerman  |    |                   |     |     |

| G              | 1  | Pedro Gallese      |       |     |
| L              | 17 | Luis Advíncula     |       |     |
| Z              | 5  | Carlos Zambrano    |       |     |
| Z              | 22 | Carlos Ascues      |       |     |
| L              | 6  | Juan Manuel Vargas |       |     |
| M              | 20 | Joel Sánchez       |       | 81' |
| M              | 21 | Josepmir Ballón    | 33'   |     |
| M              | 16 | Carlos Lobatón     | 79'   |     |
| M              | 8  | Christian Cueva    |       | 90' |
| A              | 14 | Claudio Pizarro    |       | 56' |
| A              | 9  | Paolo Guerrero     |       |     |
| Substituições: |    |                    |       |     |
| FW             | 10 | Jefferson Farfán   | 90+1' | 56' |
| MF             | 7  | Paolo Hurtado      |       | 81' |
| DF             | 19 | Yoshimar Yotún     |       | 90' |
| Técnico:       |    |                    |       |     |
| Ricardo Gareca |    |                    |       |     |

Bandeirinhas:

ARG Hernan Maidana

ARG Juan P. Belatti

Quarto árbitro:

ECU Carlos Vera

Árbitro reserva:

ECU Christian Lescano

### Brasil vs Venezuela
| 21 de junho | Brasil                          | 2 – 1     | Venezuela | Estádio Monumental David Arellano, Santiago         |
| 18:30       | Thiago Silva 9' · Firmino 52' · | Relatório | Miku 85'  | Público: 33,284 Árbitro: PAR Enrique Cáceres (FIFA) |

| Brasil | Venezuela |

| G              | 1  | Jefferson         |     |     |
| L              | 2  | Daniel Alves      |     |     |
| Z              | 14 | Thiago Silva      |     |     |
| Z              | 3  | Miranda           | 83' |     |
| L              | 6  | Filipe Luís       |     |     |
| M              | 8  | Elias             |     |     |
| M              | 5  | Fernandinho       |     |     |
| M              | 19 | Willian           |     |     |
| M              | 21 | Philippe Coutinho |     | 67' |
| A              | 20 | Robinho           |     | 76' |
| A              | 11 | Roberto Firmino   |     | 67' |
| Substituições: |    |                   |     |     |
| Z              | 4  | David Luiz        |     | 67' |
| A              | 9  | Diego Tardelli    |     | 67' |
| Z              | 13 | Marquinhos        |     | 76' |
| Técnico:       |    |                   |     |     |
| Dunga          |    |                   |     |     |

| G               | 1  | Alain Baroja        |       |     |
| L               | 16 | Roberto Rosales     |       |     |
| Z               | 4  | Oswaldo Vizcarrondo |       |     |
| Z               | 3  | Andrés Túñez        | 88'   |     |
| L               | 6  | Gabriel Cichero     |       |     |
| M               | 8  | Tomás Rincón        |       |     |
| M               | 13 | Luis Manuel Seijas  | 45+2' | 46' |
| M               | 10 | Ronald Vargas       | 45'   | 46' |
| M               | 18 | Juan Arango         |       |     |
| M               | 15 | Alejandro Guerra    |       | 72' |
| A               | 9  | Salomón Rondón      |       |     |
| Substituições:  |    |                     |       |     |
| M               | 11 | César González      |       | 46' |
| A               | 17 | Josef Martínez      |       | 46' |
| A               | 7  | Miku                |       | 72' |
| Técnico:        |    |                     |       |     |
| Noel Sanvicente |    |                     |       |     |

Bandeirinhas:

PAR Rodney Aquino

PAR Carlos Caceres

Quarto árbitro:

SLV Joel Aguilar

Árbitro reserva:

JAM Garnet Page